# Бусигін Михайло Іванович
Михайло Іванович Бусигін (нар. 15 березня 1931, село Крутая Ірбітського району, тепер Свердловської області, Російська Федерація — 6 грудня 2016, місто Москва) — радянський державний діяч, міністр лісової, целюлозно-паперової і деревообробної промисловості СРСР, міністр лісової промисловості СРСР. Кандидат у члени ЦК КПРС у 1986—1990 роках. Депутат Верховної Ради СРСР 11-го скликання. Кандидат економічних наук (1973).

## Життєпис
Народився в селянській родині. Закінчив семирічну школу, навчався в Свердловській спецшколі. Деякий час працював приймальником лісу в Свердловській області.
У 1950 році закінчив Ірбітський мотоциклетний технікум Свердловської області.
У 1950—1951 роках — технік-конструктор Ірбітського автоприцепного заводу Свердловської області, обирався заступником секретаря комітету комсомолу заводу. З 1951 року — інженер виробничих майстерень ремонтного управління № 41 міста Ірбіта.
У 1951 році вступив на заочне відділення Уральського лісотехнічного інституту, на другому курсі перевівся на очне відділення.
Член КПРС з 1952 року.
У 1956 році закінчив Уральський лісотехнічний інститут.
У 1956—1960 роках — головний механік будівельної дільниці лісопідприємства п/с 8, головний інженер, директор (начальник) лісокомбінату п/с 8 міста Боровська Пермської області.
У 1960—1962 роках — 1-й секретар Солікамського міського комітету КПРС Пермської області.
У 1962—1968 роках — директор Солікамського целюлозно-паперового комбінату Пермської області.
У 1968—1974 роках — начальник Головного управління проєктування і капітального будівництва та член колегії Міністерства целюлозно-паперової промисловості СРСР. Одночасно вступив до заочної аспірантури Ленінградської лісотехнічний академії і в 1972 році захистив кандидатську дисертацію на тему «Економічна ефективність капітальних вкладень в целюлозно-паперовій промисловості».
У 1974—1980 роках — заступник міністра целюлозно-паперової промисловості СРСР. Одночасно у 1974—1980 роках — генеральний директор Усть-Ілімського целюлозного заводу Іркутської області.
У жовтні 1980 — 31 березня 1982 року — 1-й заступник міністра лісової, целюлозно-паперової і деревообробної промисловості СРСР.
31 березня 1982 — 16 березня 1988 року — міністр лісової, целюлозно-паперової і деревообробної промисловості СРСР.
16 березня 1988 — 7 червня 1989 року — міністр лісової промисловості СРСР.
З липня 1989 року — персональний пенсіонер союзного значення в Москві.
З 1990-х років — голова правління зовнішньоекономічної асоціації «Зовнішліс», віцепрезидент Спілки лісопромисловців і лісоекспортерів Росії.
Помер 6 грудня 2016 року в Москві. Похований на Троєкуровському цвинтарі.

## Нагороди і звання
- два ордени Леніна (1966, 1981)
- орден Трудового Червоного Прапора (1971)
- орден «Знак Пошани» (1962)
- медаль «За доблесну працю у Великій Вітчизняній війні 1941—1945 рр.»
- медалі
- відзнака «За заслуги перед Іркутською областю» (2006)